# Per Hasselrot (bokförläggare)
Carl Per Bernhard Hasselrot, född 1 december 1884 i Långareds socken, död 19 juni 1938 i Stockholm, var en svensk präst och bokförläggare.
Per Hasselrot var son till kyrkoherden Axel Mathias Hasselrot och sonsons son till Mathias Hasselrot. Han blev filosofie kandidat vid Uppsala universitet 1910 och teologie kandidat 1915. 1916 prästvigdes Hasselrot. Han var 1910–1917 lärare vid Fjellstedtska skolan i Uppsala. Samtidigt tjänstgjorde han 1914–1917 som generalsekreterare i Sveriges kristliga studentrörelse. 1909 startade Hasselrot Sveriges kristliga studentrörelses bokförlag. Han blev 1917 även litteraturchef och styrelseledamot i Svenska kyrkans diakonistyrelses bokförlag. 1918–1920 var han direktör för aktiebolaget Libraria. Hasselrot kom tidigt att inta en ledande ställning inom den kristna studentrörelsen men även inom den ungkyrkliga verksamheten spelade han en betydande roll.